# Stasina planithorax
Stasina planithorax là một loài nhện trong họ Sparassidae.
Loài này thuộc chi Stasina. Stasina planithorax được Eugène Simon miêu tả năm 1897.